# Redlich-Kwongs ekvation
Redlich-Kwongs ekvation är en tillståndsekvation för gaser som är bättre än van der Waals lag på att kvantitativt beskriva gasers tillstånd i temperatur- och tryckintervall nära där en gas övergår till vätska. Ekvationen har två parametrar som är specifika för olika gaser. Dessa brukar benämnas A och B, och kan antingen hittas i tabeller eller bestämmas ut ämnesspecifika data för kritiskt tryck och kritisk temperatur. Ekvationen har följande utseende:

{\displaystyle P={\frac {RT}{{\overline {V}}-B}}-{\frac {A}{{\sqrt {T}}{\overline {V}}({\overline {V}}+B)}}}

Där

{\displaystyle P} är trycket

{\displaystyle R} är den allmänna gaskonstanten

{\displaystyle {\overline {V}}} är den molära volymen

{\displaystyle T} är temperaturen

{\displaystyle A} och {\displaystyle B} är ämnesspecifika konstanter som beräknas enligt ekvationerna:

{\displaystyle A=0.42748{\frac {\,R^{2}\,T_{c}^{\,2.5}}{P_{c}}}}
{\displaystyle B=0.086640{\frac {\,R\,T_{c}}{P_{c}}}}

där

Tc är den kritiska temperaturen och

Pc är det kritiska trycket
| Ämne   | A (dm6 bar mol-2 K1/2) | A (dm6 atm mol-2 K1/2) | B(dm3 mol-1) |
| ------ | ---------------------- | ---------------------- | ------------ |
| Helium | 0,079905               | 0,078860               | 0,016450     |
| Väte   | 1,4333                 | 1,4145                 | 0,018482     |
| Syre   | 17,411                 | 17,183                 | 0,022082     |
| Kväve  | 15,551                 | 15,348                 | 0,0267738    |
| Bensen | 453,32                 | 447,39                 | 0,082996     |